# Stadion u Nisy
Stadion u Nisy (dosł. stadion nad Nysą Łużycką) – stadion piłkarski w Libercu (Czechy), stanowiący własność miasta Liberec, na co dzień użytkowany przez FC Slovan Liberec.
Po ostatniej modernizacji trybuny stadionu mogą pomieścić 9900 widzów.